# Конти-Перші
Конти-Перші (пол. Kąty Pierwsze) — село в Польщі, у гміні Щебрешин Замойського повіту Люблінського воєводства.
Населення — 206 осіб (2011).
У 1975-1998 роках село належало до Замойського воєводства.

## Демографія
Демографічна структура станом на 31 березня 2011 року:
|          | Загалом | Допрацездатний вік | Працездатний вік | Постпрацездатний вік |
| -------- | ------- | ------------------ | ---------------- | -------------------- |
| Чоловіки | 106     | 25                 | 69               | 12                   |
| Жінки    | 100     | 17                 | 53               | 30                   |
| Разом    | 206     | 42                 | 122              | 42                   |